# Primera División femenina de fútbol sala 2000-01
La temporada 2000-01 de Primera División es la 7.ª edición de la máxima categoría de la Liga Nacional de Fútbol Sala Femenina de España. La competición se disputa anualmente. Empezó el 7 de octubre de 2000, 
La Primera División consta de un grupo único integrado por catorce equipos. Siguiendo un sistema de liga, los catorce equipos se enfrentan todos contra todos en dos ocasiones -una en campo propio y otra en campo contrario- sumando un total de 26 jornadas. El orden de los encuentros se decide por sorteo antes de empezar la competición. La clasificación final se establece con arreglo a los puntos totales obtenidos por cada equipo al finalizar el campeonato. Los equipos obtienen tres puntos por cada partido ganado, un punto por cada empate y ningún punto por los partidos perdidos. El equipo que más puntos sume al final del campeonato será proclamado campeón de Liga y los que finalizan en las tres últimas posiciones descienden de categoría.

## Equipos participantes

### Equipos por comunidad autónoma
| N.º | Comunidad autónoma   | Equipos                                                     |
| --- | -------------------- | ----------------------------------------------------------- |
| 4   | Comunidad de Madrid  | Rayo Mejorada Futsi FSF Móstoles Alca Sala Féminas Móstoles |
| 2   | Galicia              | Meirás Ourense                                              |
| 1   | Castilla-La Mancha   | Trocadero Toledo                                            |
| 1   | Comunidad Valenciana | Femesala Elche                                              |
| 1   | País Vasco           | Hegoalde Tolosa                                             |
| 1   | Región de Murcia     | Olimpia Murcia                                              |
| 1   | Melilla              | Drácena Melilla                                             |
| 1   | Aragón               | Tamarite Huesca                                             |
| 1   | Andalucía            | Taberna Andaluza                                            |
| 1   | Castilla y León      | Peña Segoviana                                              |

## Información de los equipos
| Club                | Ciudad             | Comunidad Autónoma   | Entrenador/a             | Pabellón             | Aforo |
| ------------------- | ------------------ | -------------------- | ------------------------ | -------------------- | ----- |
| Femesala Elche      | Elche              | Comunidad Valenciana | Ricardo Ladriñán         | Mun. Elche           | 1.814 |
| C.D. Ourense        | Orense             | Galicia              | Toño Ramos               | Os Remedios          | 2.500 |
| Rayo Mejorada Futsi | Navalcarnero       | Comunidad de Madrid  | Bandera de ?             | La Estación          | 1.500 |
| FSF Móstoles        | Móstoles           | Comunidad de Madrid  | Francisco Javier Sánchez | Villafontana         | 450   |
| Olimpia Murcia      | Murcia             | Región de Murcia     | Estrella Fernández       | Torre Puente Tocinos |       |
| Valdetires Meirás   | Ferrol             | Galicia              | Pedro Rivera             | Ensanche             |       |
| Drácena Melilla     | Melilla            | Melilla              | David Martínez           | Lázaro Fernández     |       |
| Hegoalde Tolosa     | Tolosa             | País Vasco           | Isabel Salaberria        | Berazubi             |       |
| Trocadero Toledo    | Noblejas           | Castilla-La Mancha   | Antonio Ibáñez           | Mun. Noblejas        |       |
| Tamarite Huesca     | Tamarite de Litera | Aragón               | David Martínez           | Mun. Tamarite        |       |
| Alca Sala           | Alcalá de Henares  | Comunidad de Madrid  | Francisco Casanova       | Virgen del Val       |       |
| Taberna Andaluza    | Granada            | Andalucía            | Armando Rodríguez        | Zaidín               |       |
| Féminas Móstoles    | Móstoles           | Comunidad de Madrid  | Carlos García            | Villafontana         | 450   |
| Peña Segoviana      | Segovia            | Castilla y León      | Bandera de ?             | Pedro Delgado        | 2.040 |

### Cambios de entrenadores
| Equipo            | Entrenador (Jornadas) | Fecha de vacante    | Posición en la tabla | Entrenador entrante | Fecha de nombramiento |
| ----------------- | --------------------- | ------------------- | -------------------- | ------------------- | --------------------- |
| Valdetires Meirás | Pedro Rivera (1-19)   | 13 de marzo de 2001 | .º                   | Fran (20- )         | 15 de marzo de 2001   |

## Clasificación
|                                           |     | Equipos                   | PJ | G  | E | P  | GF  | GC  | Dif. | Pts. |
| ----------------------------------------- | --- | ------------------------- | -- | -- | - | -- | --- | --- | ---- | ---- |
|                                           | 1.  | FSF Móstoles              | 26 | 22 | 1 | 3  | 148 | 65  | +83  | 67   |
|                                           | 2.  | Femesala Elche            | 26 | 21 | 2 | 3  | 127 | 54  | +73  | 65   |
|                                           | 3.  | UCAM Murcia               | 26 | 21 | 2 | 3  | 134 | 69  | +65  | 65   |
|                                           | 4.  | Drácena Melilla           | 26 | 20 | 2 | 4  | 134 | 64  | +70  | 62   |
|                                           | 5.  | Hegoalde Tolosa           | 26 | 16 | 1 | 9  | 100 | 67  | +33  | 49   |
|                                           | 6.  | CD Ourense                | 26 | 14 | 4 | 8  | 100 | 74  | +26  | 46   |
|                                           | 7.  | Rayo Mejorada Futsi       | 26 | 12 | 0 | 14 | 128 | 114 | +14  | 36   |
|                                           | 8.  | Taberna Andaluza          | 26 | 10 | 5 | 11 | 101 | 93  | +8   | 35   |
|                                           | 9.  | Trocadero Noblejas Toledo | 26 | 9  | 0 | 17 | 74  | 109 | -35  | 27   |
|                                           | 10. | Valdetires Meirás         | 26 | 8  | 2 | 16 | 67  | 111 | -44  | 26   |
|                                           | 11. | Féminas Móstoles          | 26 | 7  | 1 | 18 | 88  | 130 | -42  | 22   |
|                                           | 12. | Peña Segoviana            | 26 | 4  | 3 | 19 | 80  | 151 | -71  | 15   |
|                                           | 13. | Montoto Tamarite Huesca   | 26 | 4  | 1 | 21 | 90  | 162 | -72  | 13   |
|                                           | 14. | Alcalá Sala               | 26 | 1  | 2 | 23 | 50  | 158 | -109 | 5    |
| Última actualización: 21 de junio de 2000 |     |                           |    |    |   |    |     |     |      |      |

|  | Campeón de Liga                       |
|  | Descendido a Segunda División 2001-02 |

|                                   |
| Bandera de la Comunidad de Madrid |
| Campeón FSF Móstoles 1.º título   |

### Evolución de la clasificación
| Equipo / Jornada    | 1  | 2  | 3  | 4  | 5  | 6  | 7  | 8  | 9  | 10 | 11 | 12 | 13 | 14 | 15 | 16 | 17 | 18 | 19 | 20 | 21 | 22 | 23 | 24 | 25 | 26 |
| Equipo / Jornada    |    |    |    |    |    |    |    |    |    |    |    |    |    |    |    |    |    |    |    |    |    |    |    |    |    |    |
| ------------------- | -- | -- | -- | -- | -- | -- | -- | -- | -- | -- | -- | -- | -- | -- | -- | -- | -- | -- | -- | -- | -- | -- | -- | -- | -- | -- |
| Móstoles FSF        | 1  | 1  | 2  | 5  | 4  | 3  | 3  | 3  | 4  | 4  | 4  | 3  | 3  | 3  | 2  | 2  | 2  | 2  | 1  | -  | -  | -  | -  | -  | -  | -  |
| Olímpico Murcia     | 12 | 8  | 5  | 3  | 3  | 4  | 4  | 4  | 3  | 3  | 2  | 2  | 1  | 1  | 1  | 1  | 1  | 1  | 2  | -  | -  | -  | -  | -  | -  | -  |
| Drácena Melilla     | 4  | 2  | 1  | 1  | 1  | 1  | 1  | 1  | 1  | 1  | 1  | 1  | 2  | 2  | 3  | 3  | 3  | 3  | 3  | -  | -  | -  | -  | -  | -  | -  |
| Femesala Elche      | 9  | 6  | 3  | 2  | 2  | 2  | 2  | 2  | 2  | 2  | 4  | 4  | 4  | 4  | 4  | 4  | 4  | 4  | 4  | -  | -  | -  | -  | -  | -  | -  |
| Hegoalde Tolosa     | 5  | 7  | 10 | 7  | 6  | 5  | 7  | 6  | 7  | 6  | 6  | 7  | 7  | 7  | 5  | 5  | 5  | 5  | 5  | -  | -  | -  | -  | -  | -  | -  |
| CD Ourense          | 11 | 9  | 4  | 6  | 5  | 6  | 5  | 5  | 5  | 5  | 5  | 6  | 6  | 6  | 7  | 6  | 7  | 6  | 6  | -  | -  | -  | -  | -  | -  | -  |
| Rayo Mejorada Futsi | 6  | 3  | 6  | 4  | 7  | 7  | 6  | 7  | 6  | 7  | 7  | 5  | 5  | 5  | 6  | 7  | 6  | 7  | 7  | -  | -  | -  | -  | -  | -  | -  |
| Trocadero Toledo    | 13 | 13 | 11 | 11 | 12 | 10 | 11 | 11 | 10 | 10 | 10 | 10 | 10 | 9  | 9  | 9  | 8  | 9  | 8  | -  | -  | -  | -  | -  | -  | -  |
| Taberna Andaluza    | 3  | 5  | 7  | 8  | 8  | 11 | 8  | 8  | 9  | 8  | 8  | 8  | 8  | 8  | 8  | 8  | 9  | 8  | 9  | -  | -  | -  | -  | -  | -  | -  |
| Valdetires Meirás   | 2  | 4  | 8  | 9  | 10 | 9  | 10 | 10 | 8  | 9  | 9  | 9  | 9  | 10 | 10 | 10 | 10 | 10 | 10 | -  | -  | -  | -  | -  | -  | -  |
| Féminas Móstoles    | 10 | 12 | 9  | 12 | 11 | 12 | 12 | 12 | 12 | 12 | 12 | 13 | 12 | 12 | 12 | 12 | 12 | 12 | 11 | -  | -  | -  | -  | -  | -  | -  |
| Peña Segoviana      | 7  | 9  | 14 | 10 | 9  | 8  | 9  | 9  | 11 | 11 | 11 | 11 | 11 | 11 | 11 | 11 | 11 | 11 | 12 | -  | -  | -  | -  | -  | -  | -  |
| Tamarite            | 14 | 14 | 12 | 13 | 13 | 13 | 13 | 13 | 13 | 13 | 13 | 12 | 13 | 13 | 13 | 13 | 13 | 13 | 13 | -  | -  | -  | -  | -  | -  | -  |
| Alcalá Sala         | 8  | 11 | 13 | 14 | 14 | 14 | 14 | 14 | 14 | 14 | 14 | 14 | 14 | 14 | 14 | 14 | 14 | 14 | 14 | -  | -  | -  | -  | -  | -  | -  |

## Resultados
Los horarios corresponden a la CET (Hora Central Europea) UTC+1 en horario estándar y UTC+2 en horario de verano para los partidos disputados en la peninsula y UTC+0 en horario estándar y UTC+1 en horario de verano para los partidos disputados en las Islas Canarias.<ref>
| Alcalá Sala      | 1 - 1 | Peña Segoviana      | 7 de octubre | 16:00 | Virgen del Val |     |
| CD Ourense       | 0 - 2 | Drácena Melilla     | 7 de octubre | 17:00 | Remedios       | 200 |
| Féminas Móstoles | 1 - 2 | Rayo Mejorada Futsi | 7 de octubre | 18:00 | Villafontana   |     |
| Femesala Elche   | 2 - 3 | Hegoalde Tolosa     | 7 de octubre | 18:30 | Mun. Elche     |     |
| Taberna Andaluza | 7 - 4 | Olímpico Murcia     | 7 de octubre | 18:30 | Zaidín         | 300 |
| Trocadero Toledo | 0 - 4 | Valdetires Meirás   | 7 de octubre | 18:30 |                |     |
| FSF Móstoles     | 8 - 3 | Tamarite            | 7 de octubre |       | Villafontana   |     |

| Hegoalde Tolosa     | 1 - 2 | CD Ourense       | 12 de octubre | 18:00 | Berazubi             |     |
| Drácena Melilla     | 7 - 2 | Trocadero Toledo | 14 de octubre | 12:30 | Lázaro Fernández     |     |
| Rayo Mejorada Futsi | 7 - 1 | Tamarite         | 14 de octubre |       |                      |     |
| FSF Móstoles        | 9 - 2 | Alcalá Sala      | 14 de octubre | 18:00 | Villafontana         |     |
| Peña Segoviana      | 1 - 5 | Femesala Elche   | 14 de octubre | 18:30 | Pedro Delgado        | 150 |
| Valdetires Meirás   | 2 - 2 | Taberna Andaluza | 14 de octubre | 19:00 | Ensanche             |     |
| Olímpico Murcia     | 5 - 3 | Féminas Móstoles | 15 de octubre | 12:00 | Torre Puente Tocinos |     |

| Taberna Andaluza    | 3 - 4 | Drácena Melilla   | 21 de octubre | 12:30 | Mun. Armilla  |     |
| Trocadero Toledo    | 3 - 2 | Hegoalde Tolosa   | 21 de octubre |       |               |     |
| CD Ourense          | 7 - 2 | Peña Segoviana    | 21 de octubre | 17:00 | Os Remedios   | 200 |
| Femesala Elche      | 4 - 1 | FSF Móstoles      | 21 de octubre | 18:30 |               |     |
| Tamarite            | 3 - 2 | Alcalá Sala       | 21 de octubre | 18:30 | Mun. Tamarite |     |
| Rayo Mejorada Futsi | 2 - 6 | Olímpico Murcia   | 21 de octubre | 18:30 | La Estación   |     |
| Féminas Móstoles    | 5 - 2 | Valdetires Meirás | 22 de octubre | 13:00 | Villafontana  |     |

| Drácena Melilla   | 10 - 0 | Féminas Móstoles    | 28 de octubre | 12:30 | Lázaro Fernández     |     |
| Hegoalde Tolosa   | 4 - 1  | Taberna Andaluza    | 28 de octubre |       | Berazubi             |     |
| FSF Móstoles      | 5 - 5  | CD Ourense          | 28 de octubre | 18:00 | Villafontana         | 100 |
| Alcalá Sala       | 0 - 5  | Femesala Elche      | 28 de octubre | 18:00 | Virgen del Val       |     |
| Olímpico Murcia   | 7 - 3  | Tamarite            | 28 de octubre | 18:30 | Torre Puente Tocinos |     |
| Peña Segoviana    | 4 - 3  | Trocadero Toledo    | 28 de octubre | 18:30 | Pedro Delgado        |     |
| Valdetires Meirás | 3 - 4  | Rayo Mejorada Futsi | 28 de octubre | 19:00 | Ensanche             |     |

| Olímpico Murcia     | 4 - 2 | Valdetires Meirás | 4 de noviembre | 17:00 | Torre Puente Tocinos |     |
| CD Ourense          | 8 - 1 | Alcalá Sala       | 4 de noviembre | 17:00 | Os Remedios          |     |
| Féminas Móstoles    | 3 - 5 | Hegoalde Tolosa   | 4 de noviembre | 18:00 |                      |     |
| Rayo Mejorada Futsi | 4 - 9 | Drácena Melilla   | 4 de noviembre | 18:30 | La Estación          |     |
| Taberna Andaluza    | 4 - 4 | Peña Segoviana    | 4 de noviembre | 19:00 | Zaidín               | 300 |
| Trocadero Toledo    | 0 - 4 | FSF Móstoles      | 4 de noviembre |       |                      |     |
| Tamarite            | 2 - 7 | Femesala Elche    | 4 de noviembre |       |                      |     |

| FSF Móstoles      | 6 - 2 | Taberna Andaluza    | 11 de noviembre | 18:30 | Villafontana      |     |
| Alcalá Sala       | 1 - 2 | Trocadero Toledo    | 11 de noviembre | 18:30 | Virgen del Val    | 90  |
| Peña Segoviana    | 8 - 5 | Féminas Móstoles    | 11 de noviembre | 18:30 | Pedro Delgado     | 150 |
| Valdetires Meirás | 3 - 2 | Tamarite            | 11 de noviembre | 19:00 | Ensanche          |     |
| Drácena Melilla   | 2 - 2 | Olímpico Murcia     | 11 de noviembre | 20:00 | Ciudad de Melilla | 200 |
| Hegoalde Tolosa   | 3 - 2 | Rayo Mejorada Futsi | 11 de noviembre |       | Berazubi          |     |
| Femesala Elche    | 4 - 1 | CD Ourense          | 11 de noviembre |       | Mun. Elche        |     |

| Olímpico Murcia     | 2 - 0  | Hegoalde Tolosa | 18 de noviembre | 18:30 | Torre Puente Tocinos | 100 |
| Rayo Mejorada Futsi | 11 - 4 | Peña Segoviana  | 18 de noviembre | 18:30 | La Estación          |     |
| Tamarite            | 0 - 7  | CD Ourense      | 18 de noviembre | 18:30 | Mun. Tamarite        |     |
| Féminas Móstoles    | 0 - 7  | FSF Móstoles    | 18 de noviembre |       | Villafontana         | 500 |
| Taberna Andaluza    | 6 - 0  | Alcalá Sala     | 18 de noviembre | 19:00 | Zaidín               |     |
| Trocadero Toledo    | 3 - 5  | Femesala Elche  | 18 de noviembre | 19:30 | Mun. Noblejas        |     |
| Valdetires Meirás   | 4 - 10 | Drácena Melilla | 18 de noviembre | 21:00 | Ensanche             |     |

| Drácena Melilla | 9 - 2 | Tamarite            | 25 de noviembre | 13:30 | Lázaro Fernández | 200 |
| FSF Móstoles    | 4 - 3 | Rayo Mejorada Futsi | 25 de noviembre | 16:00 | Villafontana     |     |
| CD Ourense      | 3 - 2 | Trocadero Toledo    | 25 de noviembre | 17:00 | Os Remedios      | 150 |
| Hegoalde Tolosa | 7 - 2 | Valdetires Meirás   | 25 de noviembre | 18:00 | Berazubi         |     |
| Alcalá Sala     | 3 - 3 | Féminas Móstoles    | 25 de noviembre | 18:30 | Virgen del Val   |     |
| Peña Segoviana  | 2 - 9 | Olímpico Murcia     | 25 de noviembre | 18:30 | Pedro Delgado    |     |
| Femesala Elche  | 4 - 1 | Taberna Andaluza    | 25 de noviembre |       |                  | 250 |

| Drácena Melilla     | 3 - 1 | Hegoalde Tolosa  | 2 de diciembre | 12:00 | Lázaro Fernández     |  |
| Olímpico Murcia     | 5 - 0 | FSF Móstoles     | 2 de diciembre |       | Torre Puente Tocinos |  |
| Rayo Mejorada Futsi | 8 - 2 | Alcalá Sala      | 2 de diciembre | 18:30 | La Estación          |  |
| Taberna Andaluza    | 2 - 2 | CD Ourense       | 2 de diciembre | 19:00 | Zaidín               |  |
| Valdetires Meirás   | 1 - 0 | Peña Segoviana   | 2 de diciembre | 19:00 | Ensanche             |  |
| Tamarite            | 3 - 4 | Trocadero Toledo | 2 de diciembre |       |                      |  |
| Féminas Móstoles    | 1 - 4 | Femesala Elche   | 3 de diciembre | 12:45 | Villafontana         |  |

| CD Ourense | 3 - 0 N1 | Féminas Móstoles    | 16 de diciembre | 17:00 | Os Remedios    |  |
| FSF Móstoles | 10 - 1   | Valdetires Meirás   | 16 de diciembre | 18:00 | Villafontana   |  |
| Alcalá Sala | 2 - 9    | Olímpico Murcia     | 16 de diciembre | 18:00 | Virgen del Val |  |
| Hegoalde Tolosa | 9 - 3    | Tamarite            | 16 de diciembre | 18:00 | Berazubi       |  |
| Peña Segoviana | 1 - 4    | Drácena Melilla     | 16 de diciembre | 18:00 | Pedro Delgado  |  |
| Femesala Elche | 5 - 2    | Rayo Mejorada Futsi | 16 de diciembre |       |                |  |
| Trocadero Toledo | 3 - 4    | Taberna Andaluza    | 16 de diciembre |       |                |  |
| Nota 1: El Féminas Móstoles se presentó solo con 5 jugadoras y se le dio el partido por perdido, por ser el número de jugadoras inferior a lo permitido. |          |                     |                 |       |                |  |

| Hegoalde Tolosa     | 2 - 2 | Peña Segoviana   | 13 de enero |       | Berazubi         |     |
| Drácena Melilla     | 4 - 5 | FSF Móstoles     | 13 de enero | 12:00 | Lázaro Fernández |     |
| Féminas Móstoles    | 3 - 5 | Trocadero Toledo | 13 de enero | 18:00 |                  |     |
| Rayo Mejorada Futsi | 8 - 7 | CD Ourense       | 13 de enero | 18:30 | Mun. Mejorada    |     |
| Valdetires Meirás   | 4 - 1 | Alcalá Sala      | 13 de enero | 19:00 | Ensanche         |     |
| Olímpico Murcia     | 4 - 2 | Femesala Elche   | 13 de enero |       |                  |     |
| Tamarite            | 5 - 5 | Taberna Andaluza | 13 de enero |       |                  | 150 |

| Tamarite         | 14 - 6 | Peña Segoviana      | 20 de enero | 12:00 | Mun. Tamarite  |     |
| FSF Móstoles     | 6 - 4  | Hegoalde Tolosa     | 20 de enero |       |                |     |
| CD Ourense       | 1 - 6  | Olímpico Murcia     | 20 de enero | 17:30 | Os Remedios    | 250 |
| Alcalá Sala      | 2 - 6  | Drácena Melilla     | 20 de enero | 18:00 | Virgen del Val |     |
| Femesala Elche   | 2 - 2  | Valdetires Meirás   | 20 de enero | 18:00 |                |     |
| Taberna Andaluza | 5 - 3  | Féminas Móstoles    | 20 de enero |       |                | 300 |
| Trocadero Toledo | 2 - 4  | Rayo Mejorada Futsi | 21 de enero |       | Mun. Noblejas  |     |

| Drácena Melilla     | 4 - 4  | Femesala Elche   | 27 de enero | 12:00 | Lázaro Fernández     |     |
| Hegoalde Tolosa     | 11 - 1 | Alcalá Sala      | 27 de enero | 18:00 | Berazubi             |     |
| Valdetires Meirás   | 1 - 3  | CD Ourense       | 27 de enero |       |                      |     |
| Olímpico Murcia     | 4 - 1  | Trocadero Toledo | 27 de enero | 18:30 | Torre Puente Tocinos |     |
| Rayo Mejorada Futsi | 4 - 3  | Taberna Andaluza | 27 de enero |       |                      | 250 |
| Féminas Móstoles    | 10 - 7 | Tamarite         | 27 de enero |       |                      |     |
| Peña Segoviana      | 3 - 9  | FSF Móstoles     | 28 de enero | 11:00 | Pedro Delgado        |     |

| Drácena Melilla     | 6 - 2  | CD Ourense       | 3 de febrero | 12:00 | Lázaro Fernández |  |
| Peña Segoviana      | 7 - 2  | Alcalá Sala      | 3 de febrero | 18:00 | Pedro Delgado    |  |
| Olímpico Murcia     | 6 - 2  | Taberna Andaluza | 3 de febrero | 18:30 |                  |  |
| Tamarite            | 2 - 11 | FSF Móstoles     | 3 de febrero | 18:30 |                  |  |
| Valdetires Meirás   | 2 - 3  | Trocadero Toledo | 3 de febrero | 19:00 | Ensanche         |  |
| Hegoalde Tolosa     | 1 - 3  | Femesala Elche   | 3 de febrero | 20:00 | Berazubi         |  |
| Rayo Mejorada Futsi | 5 - 6  | Féminas Móstoles | 4 de febrero | 12:00 |                  |  |

| Tamarite         | 4 - 3 | Rayo Mejorada Futsi | 10 de febrero |       |                |  |
| Taberna Andaluza | 8 - 2 | Valdetires Meirás   | 10 de febrero |       |                |  |
| Trocadero Toledo | 6 - 5 | Drácena Melilla     | 10 de febrero | 12:00 |                |  |
| CD Ourense       | 2 - 3 | Hegoalde Tolosa     | 10 de febrero | 17:00 | Os Remedios    |  |
| Alcalá Sala      | 2 - 7 | FSF Móstoles        | 10 de febrero | 18:00 | Virgen del Val |  |
| Féminas Móstoles | 4 - 5 | Olímpico Murcia     | 10 de febrero | 18:00 |                |  |
| Femesala Elche   | 8 - 4 | Peña Segoviana      | 10 de febrero | 18:30 | Mun. Elche     |  |

| Olímpico Murcia   | 4 - 3 | Rayo Mejorada Futsi | 17 de febrero |       |                  |  |
| Drácena Melilla   | 5 - 0 | Taberna Andaluza    | 17 de febrero | 12:00 | Lázaro Fernández |  |
| FSF Móstoles      | 4 - 3 | Femesala Elche      | 17 de febrero | 18:00 | Villafontana     |  |
| Alcalá Sala       | 7 - 6 | Tamarite            | 17 de febrero | 18:30 | Virgen del Val   |  |
| Peña Segoviana    | 1 - 2 | CD Ourense          | 17 de febrero | 18:30 | Pedro Delgado    |  |
| Valdetires Meirás | 8 - 4 | Féminas Móstoles    | 17 de febrero | 19:00 | Ensanche         |  |
| Hegoalde Tolosa   | 6 - 2 | Trocadero Toledo    | 17 de febrero | 20:00 | Berazubi         |  |

| Tamarite            | 3 - 5  | Olímpico Murcia   | 24 de febrero |       |               |  |
| Rayo Mejorada Futsi | 11 - 2 | Valdetires Meirás | 24 de febrero |       |               |  |
| Taberna Andaluza    | 2 - 3  | Hegoalde Tolosa   | 24 de febrero |       |               |  |
| CD Ourense          | 1 - 4  | FSF Móstoles      | 24 de febrero | 17:00 | Os Remedios   |  |
| Femesala Elche      | 11 - 5 | Alcalá Sala       | 24 de febrero | 18:00 | Mun. Elche    |  |
| Féminas Móstoles    | 0 - 4  | Drácena Melilla   | 24 de febrero | 18:00 |               |  |
| Trocadero Toledo    | 5 - 4  | Peña Segoviana    | 24 de febrero | 18:00 | Mun. Noblejas |  |

| Drácena Melilla   | 9 - 8 | Rayo Mejorada Futsi | 3 de marzo | 12:00 | Lázaro Fernández |    |
| Hegoalde Tolosa   | 5 - 4 | Féminas Móstoles    | 3 de marzo |       | Berazubi         |    |
| Alcalá Sala       | 1 - 5 | CD Ourense          | 3 de marzo | 18:00 | Virgen del Val   | 60 |
| FSF Móstoles      | 8 - 1 | Trocadero Toledo    | 3 de marzo | 18:00 |                  |    |
| Peña Segoviana    | 4 - 7 | Taberna Andaluza    | 3 de marzo | 18:30 | Pedro Delgado    |    |
| Valdetires Meirás | 3 - 6 | Olímpico Murcia     | 3 de marzo | 19:00 | Ensanche         |    |
| Femesala Elche    | 6 - 4 | Tamarite            | 3 de marzo |       | Mun. Elche       |    |

| Tamarite            | 1 - 4 | Valdetires Meirás | 10 de marzo |       |               |    |
| Rayo Mejorada Futsi | 2 - 8 | Hegoalde Tolosa   | 10 de marzo |       |               |    |
| Féminas Móstoles    | 9 - 3 | Peña Segoviana    | 10 de marzo | 16:00 | Villafontana  | 50 |
| Taberna Andaluza    | 2 - 5 | FSF Móstoles      | 10 de marzo |       |               |    |
| CD Ourense          | 1 - 2 | Femesala Elche    | 10 de marzo | 17:00 | Os Remedios   |    |
| Olímpico Murcia     | 5 - 6 | Drácena Melilla   | 10 de marzo | 19:00 |               |    |
| Trocadero Toledo    | 5 - 3 | Alcalá Sala       | 11 de marzo | 12:00 | Mun. Noblejas |    |

| Drácena Melilla | 8 - 3 | Valdetires Meirás   | 17 de marzo | 11:45 |                |  |
| FSF Móstoles    | 6 - 3 | Féminas Móstoles    | 17 de marzo |       | Villafontana   |  |
| CD Ourense      | 9 - 2 | Tamarite            | 17 de marzo | 17:00 | Os Remedios    |  |
| Alcalá Sala     | 2 - 8 | Taberna Andaluza    | 17 de marzo | 18:00 | Virgen del Val |  |
| Peña Segoviana  | 1 - 7 | Rayo Mejorada Futsi | 17 de marzo | 18:30 | Pedro Delgado  |  |
| Hegoalde Tolosa | 2 - 4 | Olímpico Murcia     | 17 de marzo | 20:00 | Berazubi       |  |
| Femesala Elche  | 7 - 1 | Trocadero Toledo    | 17 de marzo |       |                |  |

| Tamarite            | -     | Drácena Melilla | 31 de marzo |       |                      |  |
| Olímpico Murcia     | 8 - 1 | Peña Segoviana  | 31 de marzo |       | Torre Puente Tocinos |  |
| Rayo Mejorada Futsi | 6 - 9 | FSF Móstoles    | 31 de marzo |       | La Estación          |  |
| Féminas Móstoles    | 6 - 5 | Alcalá Sala     | 31 de marzo | 18:00 | Villafontana         |  |
| Taberna Andaluza    | 2 - 3 | Femesala Elche  | 31 de marzo | 19:30 | Zaidín               |  |
| Trocadero Toledo    | 1 - 3 | CD Ourense      | 1 de abril  | 12:00 |                      |  |
| Valdetires Meirás   | 2 - 3 | Hegoalde Tolosa | 7 de abril  | 20:30 | Esteiro              |  |

| CD Ourense       | 4 - 4  | Taberna Andaluza    | 24 de marzo | 17:00 | Os Remedios    | 150 |
| Alcalá Sala      | 2 - 6  | Rayo Mejorada Futsi | 24 de marzo | 18:00 | Virgen del Val |     |
| Hegoalde Tolosa  | 1 - 5  | Drácena Melilla     | 24 de marzo | 20:00 | Berazubi       |     |
| Femesala Elche   | 10 - 2 | Féminas Móstoles    | 24 de marzo | 20:30 | Mun. Elche     |     |
| Trocadero Toledo | 3 - 5  | Tamarite            | 25 de marzo | 12:00 |                |     |
| Peña Segoviana   | 1 - 3  | Valdetires Meirás   | 25 de marzo | 13:00 | Pedro Delgado  |     |
| FSF Móstoles     | 4 - 5  | Olímpico Murcia     | 25 de marzo | 13:00 | Villafontana   | 150 |

| Tamarite            | 5 - 6  | Hegoalde Tolosa  | 21 de abril |       |                |  |
| Drácena Melilla     | 5 - 2  | Peña Segoviana   | 21 de abril |       |                |  |
| Valdetires Meirás   | 0 - 3  | FSF Móstoles     | 21 de abril |       |                |  |
| Olímpico Murcia     | 10 - 3 | Alcalá Sala      | 21 de abril | 18:30 | Puente Tocinos |  |
| Rayo Mejorada Futsi | 2 - 4  | Femesala Elche   | 21 de abril |       |                |  |
| Féminas Móstoles    | 5 - 6  | CD Ourense       | 21 de abril |       |                |  |
| Taberna Andaluza    | 5 - 3  | Trocadero Toledo | 21 de abril | 19:30 | Zaidín         |  |

| Alcalá Sala      | 2 - 6 | Valdetires Meirás   | 28 de abril | 18:00 | El Juncal     |  |
| Femesala Elche   | 8 - 4 | Olímpico Murcia     | 28 de abril | 19:00 | Mun. Elche    |  |
| Peña Segoviana   | 3 - 5 | Hegoalde Tolosa     | 28 de abril | 20:30 | Pedro Delgado |  |
| Trocadero Toledo | 7 - 3 | Féminas Móstoles    | 28 de abril |       |               |  |
| Taberna Andaluza | 9 - 4 | Tamarite            | 28 de abril |       |               |  |
| CD Ourense       | 5 - 3 | Rayo Mejorada Futsi | 29 de abril | 12:00 | Os Remedios   |  |
| FSF Móstoles     | 2 - 1 | Drácena Melilla     | 5 de mayo   | 18:00 | Villafontana  |  |

| Valdetires Meirás   | 0 - 4  | Femesala Elche   | 11 de mayo | 18:30 | Ensanche      |  |
| Peña Segoviana      | 10 - 7 | Tamarite         | 12 de mayo | 18:30 | Pedro Delgado |  |
| Hegoalde Tolosa     | 1 - 2  | FSF Móstoles     | 12 de mayo | 18:30 | Berazubi      |  |
| Drácena Melilla     | 2 - 0  | Alcalá Sala      | 12 de mayo |       |               |  |
| Olímpico Murcia     | 2 - 2  | CD Ourense       | 12 de mayo |       |               |  |
| Rayo Mejorada Futsi | 6 - 4  | Trocadero Toledo | 12 de mayo |       |               |  |
| Féminas Móstoles    | 3 - 0  | Taberna Andaluza | 12 de mayo |       |               |  |

| FSF Móstoles     | 10 - 2 | Peña Segoviana      | 19 de mayo | 18:30 | Villafontana   |      |
| Alcalá Sala      | 0 - 6  | Hegoalde Tolosa     | 19 de mayo | 18:30 | Virgen del Val |      |
| Femesala Elche   | 5 - 3  | Drácena Melilla     | 19 de mayo | 18:30 | Mun. Elche     | 1000 |
| CD Ourense       | 7 - 2  | Valdetires Meirás   | 19 de mayo | 18:30 | Os Remedios    | 100  |
| Trocadero Toledo | 1 - 3  | Olímpico Murcia     | 19 de mayo |       |                |      |
| Taberna Andaluza | 7 - 4  | Rayo Mejorada Futsi | 19 de mayo |       |                |      |
| Tamarite         | 0 - 2  | Féminas Móstoles    | 19 de mayo |       |                |      |